# San Borja
San Borja est une ville et une municipalité du Beni, dans le nord-est de la Bolivie, sur la rive gauche du río Maniqui, un affluent du río Rapulo.
La ville comporte un aéroport, l'aéroport Capitán Germán Quiroga Guardia.
Elle est traversée par la route 3 et est à 152 kilomètres de Rurrenbaque, à 324 km de Trinidad et à 365 km de La Paz.

## Démographie
La population a fortement augmenté les trois dernières décennies :
- 1976 : 4 613 habitants (recensement)[1] ;
- 1992 : 11 072 habitants (recensement)[2] ;
- 2001 : 6 273 habitants (recensement)[3] ;
- 2012 : 24 610 habitants (recensement)[4].

Malgré la forte immigration, la ville comporte toujours un nombre important d'indigènes : 17,7 % de la population de San Borja parle une langue indigène.